# 1988년 세계 박람회
1988년 세계 박람회(World Expo 88)는 "기술시대의 여가"(Leisure in the Age of Technology)라는 주제로 오스트레일리아의 도시 브리즈번에서 1988년 4월 30일부터 10월 30일까지 개최되었다.